# Hipòstasi (filosofia)
Hipòstasi en filosofia és el fet d'atribuir a paraules o pensaments la qualitat de substància si no d'existència física que no necessàriament tenen. Són hipòstasis paradigmàtiques sant, Santíssima Trinitat, inconscient, blau, verd i tots els colors o Satan.
El fenomen troba el seu origen en la problemàtica descrita per Plató, que cercava una explicació per què, per exemple, l'home pot anomenar colors tant diferents tots «blau» o objectes de formes força diferents tots «cadira» sense conèixer «el» blau, o «la» cadira. Constatació que el duu a postular la realitat d'una vida prenatal i la immortalitat de l'ànima, de tal manera que, a la caverna (del mite), tothom hauria vist «el blau», la «blavitat» o la «cadira» absoluta. Per resoldre el seu problema semàntic Plató va recórrer a conceptes com la immortalitat de l'ànima, una vida prenatal, així com una vida post-natal a la qual l'home només veu les ombres canviants de les essències vistes anteriorment i la nostàlgia de tornar, després de la mort, al món perfecte de les essències.
El problema de la hipòstasi es veu també en mirar la confusió que hi ha entre el fet que coses o esdeveniments poden ésser dolents (o inconscients o bons), sense que necessàriament el «dolent», (o l'«inconscient» de la psicoanàlisi o el «bo») ha de ser una entitat activa, una mena d'homuncle o de principi actiu. La possibilitat gramatical de transformar un adjectiu en substantiu no permet de concloure apodícticament l'existència activa del substantiu derivat. La confusió és una conseqüència de la polisèmia del verb «ésser».
La idea de Plató va inspirar força els filòsofs neoplatònics durant els primers segles del cristianisme. La natura de l'existència o de la substància de la Santíssima Trinitat, per exemple, va ser un tema major del Primer Concili de Constantinoble el 381, en el qual se cercava una solució a un problema crònic de semàntica que no s'havia pogut resoldre al Primer Concili de Nicea (325): tenim tres paraules (Déu, l'Esperit i Jesús), i per tant segons la teoria (neo)platònica cal que hi hagi tres substàncies puix que hi ha tres paraules que no són sinònimes; i per l'altre costat, això contradiu el principi del monoteisme. El concili va decretar una solució i els que no l'acceptaven van rebre l'anatema.
Hipòstasi té en l'actualitat un sentit metafòric i fins i tot pejoratiu, sobretot en el seu derivat «hipostatitzar», en el sentit de donar personalitat o substancialitat a quelcom que només pot tenir-la en sentit impropi. Etimològicament prové del grec antic ὑπόστασις (substància) de ὑπό (=sub) i στασις (=acció de posar, posició), i així és sinònim del llatí substantia.